# Phôngsali
Phôngsali (laot. ຜົ້ງສາລີ) — miasto w północnym Laosie, stolica prowincji Phôngsali.